# Copperbelt Secondary Teachers’ College
Copperbelt Secondary Teachers’ College (COSETCO) war ein 1974 gegründetes staatliches College der Lehrerausbildung an Sekundarschulen in Kitwe. Es arbeitete eng mit dem Nkrumah Secondary Teachers’ College zusammen und wurde gemeinsam mit ihm durch einige Projekte gefördert. Seit einer Ministerverordnung vom November 2013 ging es schrittweise in der neu gegründeten Mukuba University auf.
COSETCO bot alle schulischen Fachrichtungen. Es bestand eine Kooperation mit dem in den Niederlanden ansässigen CINOP.